# Grudziądz (Landgemeinde)
Die gmina wiejska Grudziądz ist eine selbständige Landgemeinde in Polen im Powiat Grudziądzki in der Woiwodschaft Kujawien-Pommern. Ihr Sitz befindet sich in der kreisfreien Stadt Grudziądz (deutsch Graudenz).

## Geografie

### Geografische Lage

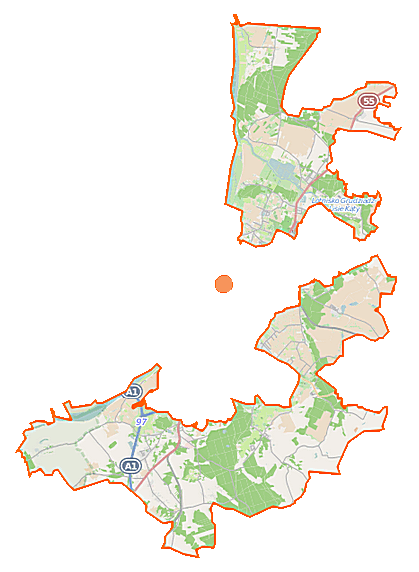
Karte der Gmina

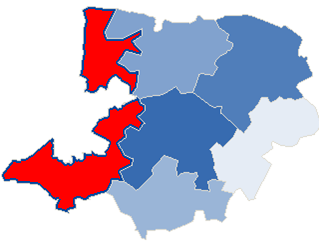
Lage der Gmina im Powiat Grudziądzki

Die Landgemeinde (Gmina) liegt am Ostufer der Weichsel und umfasst die Stadt Grudziądz im Norden, Süden und Osten. Im Osten jedoch wird das Gebiet durch die Stadt in zwei Teile zerschnitten.

### Gemeindegliederung

#### Schulzenämter
| Polnischer Name     | Deutscher Name (vor 1920)            | Deutscher Name (1939–1945)                        |
| ------------------- | ------------------------------------ | ------------------------------------------------- |
| Biały Bór           | Weißheide                            | 1939–1942 Weißhof 1942–1945 Weißheide             |
| Dusocin             | Dossoczyn 1903–1920 Schöntal         | Schöntal                                          |
| Gogolin             | Gogolin                              | 1939–1942 Gogolin 1942–1945 Gögeln                |
| Grabowiec           | Grabowitz                            | 1939–1942 Grabowitz 1942–1945 Grabenau            |
| Mały Rudnik         | Königlich Ruda 1875–1920 Adamsdorf   | Adamsdorf                                         |
| Mokre               | Mockrau                              | Mockrau                                           |
| Nowa Wieś           | Neudorf                              | Neudorf                                           |
| Parski              | Parsken                              | Parsken                                           |
| Piaski              | Piasken                              | 1939–1942 Piasken 1942–1945 Sandfelde             |
| Pieńki Królewskie   | Königlich Pientken                   | 1939–1942 Königlich Pientken 1942–1945 Stubbenort |
| Rozgarty            | Kulmisch Roßgarten                   | Kulmischroßgarten                                 |
| Ruda                | Ruda                                 | 1939–1942 Ruda 1942–1945 Rüden                    |
| Skarszewy           | Skarschewo                           | 1939–1942 Skarschewo 1942–1945 Schassau           |
| Sosnówka            | Schönsee                             | Schönsee                                          |
| Stary Folwark       | Altvorwerk                           | Altvorwerk                                        |
| Świerkocin          | Schwirkoczyn 1874–1920 Tannenrode    | Tannenrode                                        |
| Sztynwag            | Steinwage                            | Steinwaage                                        |
| Szynych             | Schöneich                            | Schöneich                                         |
| Turznice            | Tursnitz                             | Tursnitz                                          |
| Wałdowo Szlacheckie | Adlig Waldowo 1864–1920 Adlig Waldau | Adligwaldau                                       |
| Węgrowo             | Polnisch Wangerau                    | Wangerau                                          |
| Wielkie Lniska      | Groß Ellernitz                       | Großellernitz                                     |
| Wielki Wełcz        | Groß Wolz                            | Großwolz                                          |
| Zakurzewo           | Sackrau                              | Sackrau                                           |

#### Ortschaften ohne Schulzenamt
| Polnischer Name | Deutscher Name (vor 1920)        | Deutscher Name (1939–1945)                     |
| --------------- | -------------------------------- | ---------------------------------------------- |
| Brankówka       | Jamerau                          | Jamrau                                         |
| Gać             | Gatsch                           | Gatsch                                         |
| Hanowo          | Hannowo                          | 1939–1942 Hannowo 1942–1945 Hannenwalde        |
| Kobylanka       | Groß Kabilunken                  | 1939–1942 Groß Kabilunken 1942–1945 Stutwiesen |
| Leśniewo        | Walddorf                         | Walddorf                                       |
| Linarczyk       | Linarczek 1908–1920 Conradsfelde | 1939–1942 Conradsfelde 1942–1945 Konradsfelde  |
| Lisie Kąty      | Voßwinkel                        | Voßwinkel                                      |
| Małe Lniska     | Klein Ellernitz                  | Kleinellernitz                                 |
| Marusza         | Marusch                          | 1939–1942 Marusch 1942–1945 Marienmühle        |
| Sadowo          | Schadau                          | Schadau                                        |

## Geschichte
Nach dem Zusammenbruch des Ordensstaats kam das Gebiet um Graudenz 1466 zur Wojewodschaft Kulm in Polnisch-Preußen unter der Schutzherrschaft der Krone Polens. Durch die Erste Teilung Polens 1772 wurde es bis einschließlich 1919 Teil der Provinz Westpreußen. Als nach dem Ersten Weltkrieg im Januar 1920 die Bestimmungen des Versailler Vertrags in Kraft traten, wurde das Gebiet der polnischen Woiwodschaft Pommerellen zugeschlagen.
Bereits in der ersten Woche des Zweiten Weltkriegs besetzt, kam es am 26. Oktober 1939 zur neuen Provinz Reichsgau Danzig-Westpreußen des Deutschen Reichs. Im Februar 1945 kesselte die Rote Armee die Stadt Graudenz ein. In der Folge wurde Grudziądz unter  polnische Verwaltung gestellt, die deutsche Bevölkerung wurde von den örtlichen polnischen Verwaltungsbehörden  vertrieben.

## Kultur und Sehenswürdigkeiten

### Bauwerke
- Kirche (1641) in Mokre
- Kirche (1742) in Szynych
- Bauernhof (19. Jh.) in Dusocin

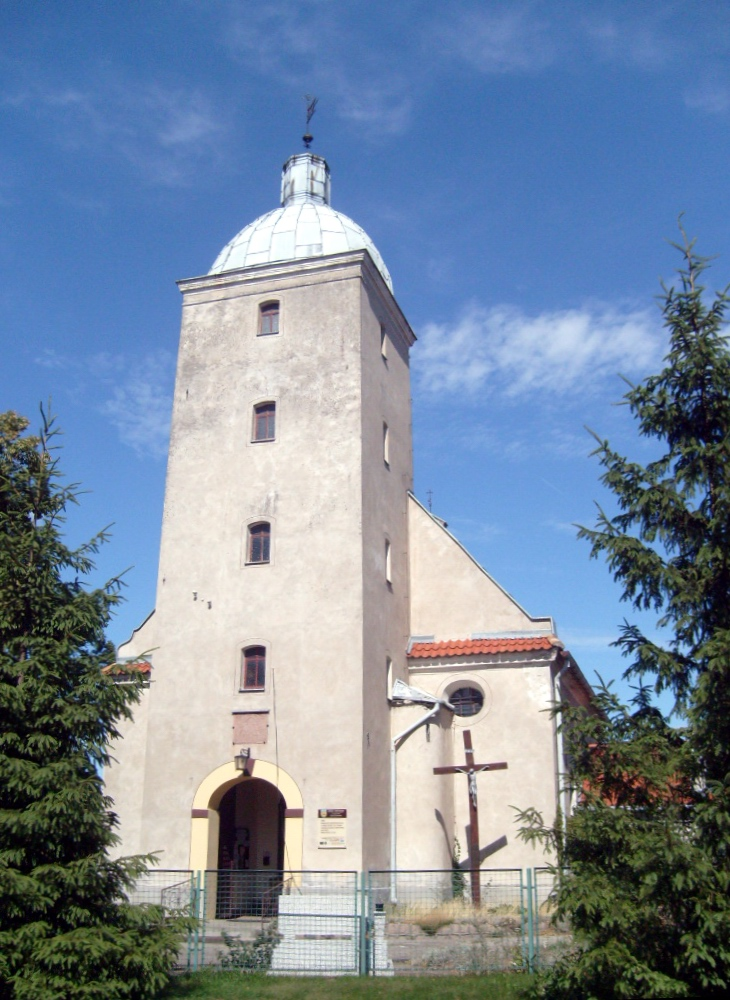
Kirche in Szynych

- Fort Wielka Księża Góra, deutsches Fort und Bunkeranlagen (1890–1914) in den "Pfaffenbergen" bei Wielkie Lniska

### Parks

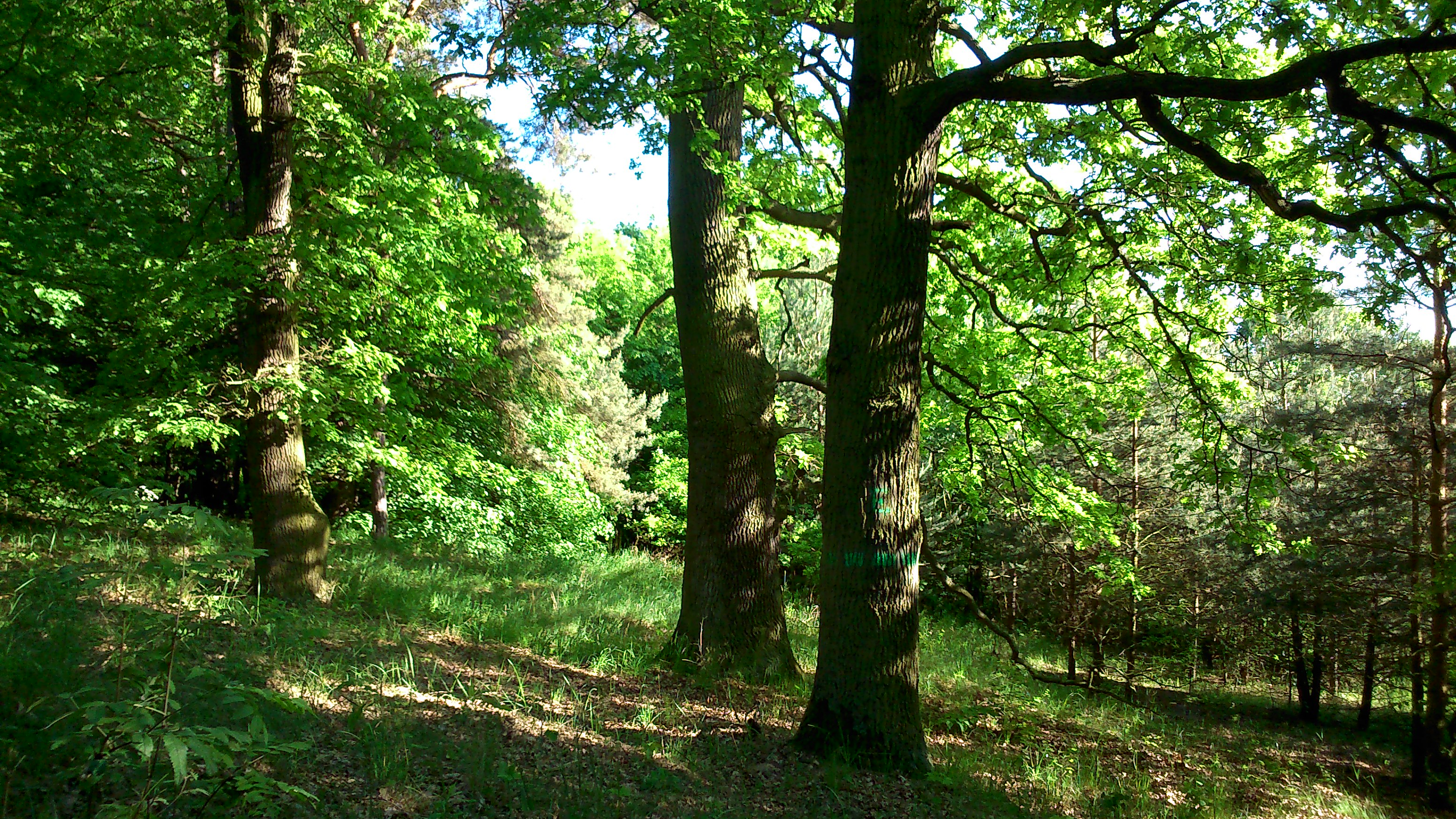
Park in Węgrowo

- ehemaliger Park des Guts in Węgrowo
- ehemaliger Park des Guts in Wielkie Lniska

## Verkehr
Auf dem Gebiet der Landgemeinde befinden sich zwei Fluggelände:
- Lotnisko Grudziądz-Lisie Kąty (ICAO-Code: EPGI), mit einer 950-m-Bahn
- Lądowisko Wielkie Lniska, ein privater Sonderlandeplatz.

## Persönlichkeiten
- Ludwik Rydygier (auch Riediger bzw. von Ruediger) (1850–1920), Chirurg, Urologe und Hochschullehrer, geboren in Dusocin
- Juliusz Zieliński (1881–1944), polnischer Lehrer, NS-Opfer, 1920 Kreisvorsteher in Dusocin.